# Espaço regular
Em topologia, e em áreas correlatas da matemática, espaços regulares e espaços T3 são tipos de espaços topológicos particularmente convenientes.
Ambas condições são exemplos de axiomas de separação.

## Definições

O ponto x, representado por um ponto à esquerda da figura, e o conjunto fechado F, representado por um disco fechado à direita, na figura, são separados por suas vizinhanças U e V, representadas por discos maiores. O ponto x tem muito espaço para mover-se dentro do disco aberto aberto U, e o fechado F tem bastante espaço para mover-se dentro do disco aberto V, com U e V disjuntos

Suponha que X é um espaço topológico.
X é um espaço regular se, e somente se, dados um conjunto fechado F e um ponto x que não pertence a F, existem uma vizinhança U de x e uma vizinhança V de F que são disjuntas.
Nesta situação, dizemos que x e F podem ser separados.
X é um espaço T3 se, e somente se, é regular e Espaço de Hausdorff.
Note que parte da literatura matemática utiliza definições distintas para os termos "regular" e "T3".
Atualmente, utiliza-se de forma corriqueira as definições aqui enunciadas. No entanto, alguns autores permutam os significados dos dois termos, ou os utilizam de forma simultânea, como se fossem a mesma condição. Adotaremos aqui a nomenclatura "regular e Hausdorff" ao invés do termo menos claro T3. Em outra referência, é recomendável verificar qual é a definição que o autor utiliza.

## Relações com outros axiomas de separação
Um espaço regular é necessariamente pré-regular.
Existem muitos resultados para espaços topológicos que são regular e Hausdorff. Na maior parte dos casos, estes resultados valem para todos os espaços pré-regulares. Eles foram enunciados para espaços regulares e Hausdorff pelo fato de que a noção de espaço pré-regular veio posteriormente.
Existem muitas situações onde uma outra condição sobre espaços topológicos (como normalidade, paracompacidade, ou compacidade local) implicam regularidade se algum outro axioma de separação mais fraco (como pré-regularidade) for satisfeito.
Apesar de nem todo espaço de Hausdorff ser regular, um espaço de Hausdorff que é localmente compacto também é regular.
Logo, de um certo modo, a regularidade não é realmente o que importa no caso de um espaço topológico localmente compacto, visto que poderíamos impor uma condição mais fraca para obter a regularidade do espaço.
A maior parte dos espaços topológicos que são estudados na análise matemática são regulares, e de fato, eles são frequentemente espaços completamente regulares, que é uma condição mais forte.
Espaços regulares também podem ser contrastados com espaços normais.

## Exemplos e não-exemplos
Como dito acima, qualquer espaço completamente regular é regular. Além disto, qualquer espaço T0 que não é Hausdorff (e portanto não é pré-regular) não é regular, visto que num espaço T0 pontos são conjuntos fechados.
Por outro lado, espaços regulares que não são completamente regulares, ou pré-regulares, que não são regulares, são construídos apenas para servir de contraexemplos para conjecturas e mostrar os limites entre possíveis teoremas.
É claro que se pode encontrar espaços regulares que não são T0, e portanto não são Hausdorff, como um espaço indiscreto.
Um exemplo de espaço regular que não é completamente regular é o saca-rolhas de Tychonoff.
Geralmente os teoremas que tratam de espaços regulares são aplicados a espaços que satisfazem propriedades mais fortes, como espaços métricos.

## Propriedades elementares
Suponha que X é um espaço regular.
Então, dado um ponto x e uma vizinhança G de x, existe uma vizinhança fechada E de x que é um subconjunto fechado de G. Além disto, pode-se mostrar que esta propriedade caracteriza os espaços regulares.